# Albertson Van Zo Post
Albertson Van Zo Post (Cincinnati, 28. srpnja 1866. – New York, 23. siječnja 1938.), američki mačevalac koji se natjecao na Olimpijskim igrama 1904. godine.

## Životopis
Rođen je 28. srpnja 1866. godine u Cincinnatiju. Godine 1904. je osvojio zlatnu medalju u singlesticku, srebrenu medalju u disciplini floret pojedinačno te dvije brončanu u disciplinama mač pojedinačno i sablja pojedinačno. Umro je u New Yorku 23. siječnja 1938.
Napisao je dva romana: "Retz" (1908.) i "Diana Ardway" (1913.).

## Vanjske poveznice
- Profil na stranicama MOO-a